# Rauskajaureh, Lappland
Rauskajaureh är en sjö i Kiruna kommun i Lappland och ingår i Torneälvens huvudavrinningsområde. Sjön har en area på 0,787 kvadratkilometer och ligger 667 meter över havet. Rauskajaureh ligger i Torne och Kalix älvsystem Natura 2000-område. Sjön avvattnas av vattendraget Rauskasjoki.

## Delavrinningsområde
Rauskajaureh ingår i det delavrinningsområde (764864-169603) som SMHI kallar för Utloppet av Rauskajaureh H.661. Medelhöjden är 721 meter över havet och ytan är 4,37 kvadratkilometer. Räknas de 2 avrinningsområdena uppströms in blir den ackumulerade arean 26,16 kvadratkilometer. Rauskasjoki som avvattnar avrinningsområdet har biflödesordning 3, vilket innebär att vattnet flödar genom totalt 3 vattendrag innan det når havet efter 547 kilometer. Avrinningsområdet består mestadels av kalfjäll (82 procent). Avrinningsområdet har 0,79 kvadratkilometer vattenytor vilket ger det en sjöprocent på 18 procent.